# Крассон, Бертран
Бертран Крассон (фр. Bertrand Crasson; 5 октября 1971, Брюссель, Бельгия) — бельгийский футболист, защитник, известный по выступлениям за «Андерлехт» и сборную Бельгии. Участник чемпионата мира 1998 года. Футбольный тренер.

## Клубная карьера
Воспитанник футбольной академии клуба «Андерлехт». В сезоне 1990/91 дебютировал за команду в Жюпиле лиге. В том же году был признан лучшим молодым футболистом Бельгии. В составе «Андерлехта» Крассон четыре раза выиграл чемпионат, а также помог клубу завоевать Кубок и дважды Суперкубок Бельгии. Летом 1996 года перешёл в итальянский «Наполи», выступавший в Серии B. В Италии отыграл два сезона, после чего вернулся в «Андерлехт». С родным клубом Крассон ещё дважды выиграл чемпионат и Суперкубок. В 2003 году подписал контракт с «Льерсом», но уже через год покинул клуб и ещё год выступал за «Брюссель». В 2005 году объявил об окончании карьеры.

## Международная карьера
В 1991 году Крассон дебютировал за сборную Бельгии. 29 марта 1997 года в отборочном матче мирового первенства против сборной Уэльса Бернар забил свой единственный гол за сборную. В 1998 году был включен в заявку национальной команды на участие в чемпионате мира во Франции. В первом матче группового этапа против сборной Нидерландов получил травму и покинул расположение сборной.

### Голы за сборную Бельгии
| #   | Дата          | Место                                  | Противник | Результат | Соревнование                                       |
| --- | ------------- | -------------------------------------- | --------- | --------- | -------------------------------------------------- |
| 01. | 29 марта 1997 | Кардифф Сити (стадион), Кардифф, Уэльс | Уэльс     | 1:2       | Чемпионат мира по футболу 1998 (отборочный турнир) |

## Достижения
Командные
 «Андерлехт»
- Чемпион Бельгии (6): 1991, 1993, 1994, 1995, 2000, 2001
- Обладатель Кубка Бельгии (1): 1994
- Обладатель Суперкубка Бельгии (4): 1993, 1995, 2000, 2001